# Цимбалюк Тарас Васильович
Тара́с Васи́льович Цимбалю́к (нар. 16 грудня 1989, Корсунь-Шевченківський, Черкаська область, Українська РСР) — український актор театру, кіно та телебачення.

## Життєпис
Народився 16 грудня 1989 року в місті Корсунь-Шевченківський у родині викладачів. Батько — Цимбалюк Василь Васильович — відомий український літературознавець та історик. Мати — Цимбалюк Тетяна Василівна — філологиня, викладачка французької мови.
У 2013 році закінчив Київський національний університет театру, кіно і телебачення імені Івана Карпенка-Карого за спеціальністю актор драматичного театру та кіно (майстерня Валентини Зимньої).
Під час навчання у 2011 році співпрацював з Київським академічним Молодим театром та Київським академічним театром юного глядача на Липках 2012 року.
У 2011 році дебютував на телебаченні в містичному серіалі «Щоденники темного», де зіграв другорядну роль.
Тривалий час мав поголену голову й грав ролі бандитів та охоронців.
З 2013 року Тарас Цимбалюк є актором Київської академічної майстерні театрального мистецтва «Сузір'я».
З 2018 по 2019 роки зіграв головну роль у кінострічці «Чорний ворон». У 2019 році зіграв Карпа Кайдаша в телесеріалі Наталії Ворожбит «Спіймати Кайдаша». У 2020 році брав участь у телепроєкті «Танці з зірками».

У грудні 2020 році знявся у відеокліпі російського гурту Ленінград «Миг». Цимбалюк пояснив, чому погодився на зйомки: [джерело?]
Ставлюся з повагою до цих людей. Дійсно, це непростий момент, я все це прекрасно сприймаю, але розцінюю це як класний досвід. Вся наша група була українською, знімали це все в Києві, оператори, режисери, — каже артист. Кожен актор мріє, щоб він стояв саме в такому кадрі, в такому світлі. Щоб масовка була одягнена саме так, щоб гримерів і костюмерів на майданчику було більше, ніж 20. Мені цього іноді в Україні не вистачає. Я не їду, наприклад, до Росії, щоб все це знайти, але я не міг відмовитися, не знятися в такій роботі, коли я прочитав сценарій, дізнався, яке буде наповнення.

Після початку російського вторгнення до України в лютому 2022 році актор заявив, що жалкує про те, що погодився на зйомки:
Звичайно, зараз я б уже не погоджувався на такий матеріал. Ясно, що в кліпі будь-якого російського артиста я зараз не знімався б в принципі. Тому цей кліп входить у когорту тих речей, які я дозволяв собі робити в період війни на Донбасі

## Театр
Київський академічний Молодий театр
- 2011 — «Сатисфакція» за п'єсою Вільяма Шекспіра «Венеційський купець»; реж. Станіслав Мойсеєв — Принц Марокканський

Київський академічний театр юного глядача на Липках
- 2012 — «Лісова пісня» за однойменною драмою Лесі Українки; реж. Віктор Гирич — Перелесник
- 2012 — «Вишневий сад» за однойменною п'єсою Антона Чехова; реж. Віктор Гирич — Лопахін

Київська академічна майстерня театрального мистецтва «Сузір'я»

## Фільмографія
| Рік     | Назва                     | Роль             |
| ------- | ------------------------- | ---------------- |
| 2010    | Чужие ошибки              | оперативник      |
| 2010-16 | Сімейні мелодрами         | Саша Буслюк      |
| 2011-12 | Щоденники Темного         | Макс             |
| 2012    | Повернення Мухтара 8      | Липкин           |
| 2012    | Пробач мене, моя любов    | Олексій          |
| 2012-13 | Бар «Дак»                 | пастор Іван      |
| 2013    | 1943                      | Мирон            |
| 2013-14 | Сашка                     | Ігор             |
| 2013-16 | Віталька                  | Стас             |
| 2014    | Повернення Мухтара 9      | Віталій / Антон  |
| 2014    | Особиста справа           | Іван Андрєєв     |
| 2015    | Слідчі                    | Артем Толстогуб  |
| 2015    | Останній яничар           | Гюльхан          |
| 2015    | Володимирська, 15         | Мирошник         |
| 2015-16 | Відділ 44                 | Роман Ерьомін    |
| 2015-21 | Пес                       | Тимур            |
| 2016    | Центральна лікарня        | Гоша             |
| 2016    | Когда минуле попереду     | оперативник      |
| 2016    | Село на мільйон           | Рецепціоніст     |
| 2016    | Черговий лікар            | Вадим            |
| 2016    | Бестселер з кохання       | Валера           |
| 2016    | Покоївка                  | Петренко         |
| 2016    | Осине гніздо              | громила          |
| 2016    | Зустрічна полоса          | Циган            |
| 2016-17 | Співачка                  | кіллер           |
| 2016-17 | Вікно життя               | Костянтин        |
| 2016-17 | Суперкопи                 | Степан Баранов   |
| 2017    | Той, хто не спить         | Костя            |
| 2017    | Райське місце             | Гріша            |
| 2017    | Жіночий лікар 3           | Сергій           |
| 2017    | Специ                     | Віталій Солнцев  |
| 2017    | Коротке слово «ні»        | Поліцейский      |
| 2017    | Мій кращий ворог          | Борис            |
| 2017    | На краю кохання           | Диггер           |
| 2017    | Вечірка з сюрпризом       | Артур            |
| 2017    | Лінія світла              | Артурчик         |
| 2017    | Ментівські війни. Одеса   | Родригес         |
| 2017    | Сутичка                   | Максим Брянцев   |
| 2017    | Майор і магія             | Дімочка          |
| 2017    | Княжна                    | Сергей           |
| 2017-21 | Провідниця                | Андрій Колосов   |
| 2018    | Куратори                  | Коп              |
| 2018    | Чужі рідні                |                  |
| 2018    | Сестра у спадок           | Артём            |
| 2018    | Кров янгола               | Стас             |
| 2018    | Спадкоємиця мимоволі      |                  |
| 2018    | Чаклунки                  | Череп            |
| 2018    | Коли ми вдома             | Аркадій          |
| 2018    | Одна на двох              | Дамір            |
| 2018    | Віддай мою мрію           | Гоша             |
| 2018    | Хроніки всесвіту          | Схимник          |
| 2018    | Опер за викликом          | Евстахов         |
| 2018    | Крути 1918                | Муха             |
| 2018    | Прятки                    | Протасов         |
| 2019    | Зустріч однокласників     | Водила           |
| 2019    | Тайсон                    | Коротченко       |
| 2019    | Генделик                  | Вакула           |
| 2019    | Зоя                       | Федя Полторак    |
| 2019    | Інша                      | Ігор             |
| 2019    | Таємниці                  | Левко            |
| 2019    | Чорний Ворон              | Іван             |
| 2019    | Брати по крові            | Єгор             |
| 2019    | Таємниця Марії            | Иван             |
| 2019    | Звонар 2                  | Дятлов           |
| 2019-21 | Кріпостна                 | Назар            |
| 2019-21 | Розтин покаже             | Альпініст / Ілля |
| 2019-21 | Таємне кохання            | шофер Андрій     |
| 2020    | Тайні двері               | Андрій           |
| 2020    | Ти тільки мій             | Даніїл           |
| 2020    | Росколоті сни             | Максим           |
| 2020    | Мавки                     | Іван             |
| 2020    | Спіймати Кайдаша          | Карпо            |
| 2020    | Жіночі секрети            | Георгій          |
| 2020    | Кошик для щастя           | Борис            |
| 2020    | Суперкопи 5               | Степан Баранов   |
| 2020    | кліп «Ленинград»          | Роман            |
| 2021    | Янголи 2                  | Ваня             |
| 2021    | Любов матері              | Сергій           |
| 2021    | Кава з кардамоном         | Андрій           |
| 2021    | Невірна                   | Максим           |
| 2021    | Смірнови (пилот)          | Русік            |
| 2021    | Новорічний ДВРЗ           | Бомбила          |
| 2021    | Гадалка 2                 | Корветский       |
| 2022    | Полкан                    | Денис            |
| 2023    | Перші дні                 | Сергій           |
| 2023    | Звʼязок                   | Олег             |
| 2023    | Встигнути до 30           | Богдан           |
| 2023    | Розтин покаже 3           | Ілля Левченко    |
| 2023    | Жіночий лікар             | Балюк            |
| 2023    | Гойдалки                  | Перший           |
| 2023    | Конотопська відьма        | Андрій           |
| 2023    | Жіночий лікар. Нове життя | Балюк            |
| 2023    | Звʼязок 2 Темного         | Олег             |
| 2023    | Кохання та полумʼя        | Тарас            |
| 2023    | Встигнути до 30 2         | Богдан           |
| 2023    | Повернення                | Маслов           |
| 2023    | Кава з кардамоном 2       | Андрій           |
| 2025    | Песики                    | Тарас            |
| 2025    | Коли ти вийдеш заміж      | Марк             |
| 2025    | Кохання та полумʼя        | Тарас            |

## Нагороди та номінації
| Рік  | Премія           | Номінація                         | Вистава                             | Результат |
| ---- | ---------------- | --------------------------------- | ----------------------------------- | --------- |
| 2011 | «Південні маски» | Найкраще виконання чоловічої ролі | Олександр, «Біда від ніжного серця» | Перемога  |